# Major League Soccer 2003
Navigation
Édition précédente Édition suivante
La Major League Soccer 2003 est la 8e saison de la Major League Soccer, le championnat professionnel de football (soccer) des États-Unis.
Durant cette année, Los Angeles devient la seconde équipe de la Ligue à être dotée de son propre stade. C'est en effet, le 7 juin qu'est inauguré le Home Depot Center.
Deux places qualificatives pour la Coupe des champions de la CONCACAF 2004 sont attribuées aux finalistes du championnat.

## Les 10 franchises participantes

### Carte
| Fire de Chicago Rapids du Colorado Crew de Columbus D.C. United Burn de Dallas Wizards de Kansas City Galaxy de · Los Angeles Revolution de la Nouvelle-Angleterre MetroStars Earthquakes · de San José |

| Association de l'Ouest - Rapids du Colorado - Burn de Dallas - Wizards de Kansas City - Galaxy de Los Angeles - Earthquakes de San José | Association de l'Est - Fire de Chicago - Crew de Columbus - D.C. United - Revolution de la Nouvelle-Angleterre - MetroStars |

### Stades
| Fire de Chicago  | Rapids du Colorado         | Crew de Columbus      | D.C. United          | Burn de Dallas   |
| ---------------- | -------------------------- | --------------------- | -------------------- | ---------------- |
| Cardinal Stadium | Invesco Field at Mile High | Columbus Crew Stadium | RFK Memorial Stadium | Dragon Stadium   |
| Capacité: 5.500  | Capacité: 76.125           | Capacité: 22.555      | Capacité: 46.000     | Capacité: 11.000 |
|                  |                            |                       |                      |                  |

| Wizards de Kansas City | Galaxy de Los Angeles | MetroStars       | Revolution de la Nouvelle-Angleterre | Earthquakes de San José |
| ---------------------- | --------------------- | ---------------- | ------------------------------------ | ----------------------- |
| Arrowhead Stadium      | Home Depot Center     | Giants Stadium   | Gillette Stadium                     | Spartan Stadium         |
| Capacité: 81.425       | Capacité: 27.000      | Capacité: 80.200 | Capacité: 68.756                     | Capacité: 30.456        |
|                        |                       |                  |                                      |                         |

### Entraîneurs
Durant l'intersaison, Bob Bradley passe des Fire de Chicago aux MetroStars, il y remplace Octavio Zambrano. Bob Bradley est remplacé par Dave Sarachan à Chicago.
| Équipe                               | Entraîneur                              |
| ------------------------------------ | --------------------------------------- |
| Fire de Chicago                      | Dave Sarachan                           |
| Rapids du Colorado                   | Tim Hankinson                           |
| Crew de Columbus                     | Greg Andrulis                           |
| D.C. United                          | Ray Hudson                              |
| Burn de Dallas                       | Mike Jeffries Colin Clarke (15/09/2003) |
| Wizards de Kansas City               | Bob Gansler                             |
| Galaxy de Los Angeles                | Sigi Schmid                             |
| Revolution de la Nouvelle-Angleterre | Steve Nicol                             |
| MetroStars                           | Bob Bradley                             |
| Earthquakes de San José              | Frank Yallop                            |

## Format de la compétition
- Les 10 équipes sont réparties en 2 conférences : Association Ouest (5 équipes) et l'Association Est (5 équipes).
- Toutes les équipes disputent 30 rencontres qui se répartissent comme suit :
  - 4 rencontres (deux à domicile et deux à l'extérieur) contre chaque équipe de son association
  - 3 rencontres (deux à domicile et une à l'extérieur) contre deux équipes de l'association opposée
  - 3 rencontres (une à domicile et deux à l'extérieur) contre deux équipes de l'association opposée
  - 2 rencontres (une à domicile et une à l'extérieur) contre une équipe de l'association opposée
- En cas d'égalité à l'issue d'un match, une prolongation de deux périodes de cinq minutes avec mort subite a lieu. Si aucun but n'est marqué, le match nul est conservé.
- La victoire vaut donc 3 points qu'elle soit acquise ou non dans le temps réglementaire. Le match nul à l'issue de la prolongation rapporte 1 point. Toute défaite ne rapporte aucun point.
- Les quatre meilleures équipes de chaque conférence se qualifient pour les séries éliminatoires.

## Saison régulière

### Classements des associations Ouest et Est
| Rang | Équipe                  | Pts | J  | G  | N | P  | Bp | Bc | Diff |
| ---- | ----------------------- | --- | -- | -- | - | -- | -- | -- | ---- |
| 1    | Earthquakes de San José | 51  | 30 | 14 | 9 | 7  | 45 | 35 | +10  |
| 2    | Wizards de Kansas City  | 42  | 30 | 11 | 9 | 10 | 48 | 44 | +4   |
| 3    | Rapids du Colorado      | 40  | 30 | 11 | 7 | 12 | 40 | 45 | -5   |
| 4    | Galaxy de Los Angeles T | 36  | 30 | 9  | 9 | 12 | 35 | 35 | 0    |
| 5    | Burn de Dallas          | 23  | 30 | 6  | 5 | 19 | 35 | 64 | -29  |

| Rang | Équipe                               | Pts | J  | G  | N | P  | Bp | Bc | Diff |
| ---- | ------------------------------------ | --- | -- | -- | - | -- | -- | -- | ---- |
| 1    | Fire de Chicago C                    | 53  | 30 | 15 | 8 | 7  | 53 | 43 | +10  |
| 2    | Revolution de la Nouvelle-Angleterre | 45  | 30 | 12 | 9 | 9  | 55 | 47 | +8   |
| 3    | MetroStars                           | 42  | 30 | 11 | 9 | 10 | 40 | 40 | 0    |
| 4    | D.C. United                          | 39  | 30 | 10 | 9 | 11 | 38 | 36 | +2   |
| 5    | Crew de Columbus                     | 38  | 30 | 10 | 8 | 12 | 44 | 44 | 0    |

- MLS Supporters' Shield, qualification pour les séries éliminatoires et le quatrième tour de la Coupe des États-Unis de soccer 2004
- Franchise qualifiée pour les séries éliminatoires et le quatrième tour de la Coupe des États-Unis de soccer 2004
- Franchise non qualifiée pour les séries éliminatoires et qualification pour le troisième tour de la Coupe des États-Unis de soccer 2004

T : Tenant du titre

C : Vainqueur de la Coupe des États-Unis de soccer 2003

### Résultats
Source : Résultats de la saison

#### Matchs inter-associations
| Résultats (▼dom., ►ext.)                                   | COLO | DAL | KAN | LA  | SJ  | COLO | DAL | KAN | LA  | SJ  |
| Fire de Chicago                                            | 4-0  | 4-1 | 2-0 | 1-0 | 0-0 | 4-3A |     |     | 2-0 |     |
| Crew de Columbus                                           | 2-0  | 0-0 | 0-1 | 1-1 | 1-0 |      | 3-2 | 1-0 |     |     |
| D.C. United                                                | 1-0  | 0-0 | 1-1 | 2-1 | 1-2 |      |     | 1-1 |     | 2-1 |
| MetroStars                                                 | 2-1  | 2-1 | 0-0 | 1-1 | 4-4 |      | 0-0 |     | 1-0 |     |
| Revolution de la Nouvelle-Angleterre                       | 3-2  | 1-2 | 2-2 | 2-0 | 0-2 | 0-0  |     |     |     | 1-1 |
| - Victoire à domicile - Match nul - Victoire à l'extérieur |      |     |     |     |     |      |     |     |     |     |

| Résultats (▼dom., ►ext.)                                   | CHI | COLU | UDC  | MET  | N.-A. | CHI | COLU | UDC | MET | N.-A. |
| Rapids du Colorado                                         | 1-1 | 2-1  | 1-1  | 0-2  | 4-1   |     |      | 0-0 | 1-0 |       |
| Burn de Dallas                                             | 2-0 | 1-2  | 3-2  | 1-2A | 1-2   |     |      | 1-3 |     | 1-4   |
| Wizards de Kansas City                                     | 2-3 | 2-2  | 3-2A | 2-1  | 1-1   | 4-2 |      |     | 1-2 |       |
| Galaxy de Los Angeles                                      | 0-2 | 2-1  | 1-0A | 1-1  | 2-2   |     | 3-1  |     |     | 2-1A  |
| Earthquakes de San José                                    | 1-4 | 4-3  | 1-0  | 0-2  | 2-1   | 0-0 | 2-1  |     |     |       |
| - Victoire à domicile - Match nul - Victoire à l'extérieur |     |      |      |      |       |     |      |     |     |       |

#### Matchs intra-associations

##### Conférence Ouest
| Résultats (▼dom., ►ext.)                                   | COLO | DAL | KAN | LA  | SJ  | COLO | DAL | KAN | LA   | SJ  |
| Rapids du Colorado                                         |      | 2-0 | 3-2 | 1-0 | 1-2 |      | 2-1 | 1-0 | 2-2  | 0-0 |
| Burn de Dallas                                             | 3-1  |     | 1-3 | 1-1 | 1-2 | 4-3  |     | 3-2 | 1-1  | 0-3 |
| Wizards de Kansas City                                     | 2-2  | 5-1 |     | 2-1 | 0-1 | 4-2  | 1-0 |     | 2-1A | 1-4 |
| Galaxy de Los Angeles                                      | 2-0  | 3-0 | 2-1 |     | 1-1 | 0-1  | 2-1 | 1-2 |      | 3-0 |
| Earthquakes de San José                                    | 0-2  | 3-0 | 1-1 | 1-0 |     | 1-2  | 5-2 | 0-0 | 1-1  |     |
| - Victoire à domicile - Match nul - Victoire à l'extérieur |      |     |     |     |     |      |     |     |      |     |

##### Association de l'Est
| Résultats (▼dom., ►ext.)                                   | CHI | COLU | UDC | MET  | N.-A. | CHI | COLU | UDC  | MET | N.-A. |
| Fire de Chicago                                            |     | 1-1  | 1-2 | 2-1  | 1-1   |     | 2-0  | 3-1  | 1-1 | 3-1   |
| Crew de Columbus                                           | 2-2 |      | 3-0 | 0-1  | 2-3   | 6-2 |      | 1-1  | 1-1 | 1-1   |
| D.C. United                                                | 0-0 | 3-0  |     | 2-3A | 1-1   | 2-0 | 2-3A |      | 1-1 | 1-0A  |
| MetroStars                                                 | 2-3 | 0-1  | 1-0 |      | 1-2   | 1-2 | 1-0A | 0-2  |     | 1-2   |
| Revolution de la Nouvelle-Angleterre                       | 3-0 | 1-2  | 2-4 | 3-3  |       | 5-1 | 3-2A | 1-0A | 5-2 |       |
| - Victoire à domicile - Match nul - Victoire à l'extérieur |     |      |     |      |       |     |      |      |     |       |

A Quand un score est suivi d'une lettre, cela signifie que le match en question a été gagné en prolongation. Si le score inscrit est 3-2, cela signifie que l'équipe gagnante a marqué un but en or dans la prolongation après un match nul 2-2 dans le temps réglementaire.

## Séries éliminatoires

### Règlement
Les équipes classées premières de leur association affrontent le quatrième de leur association en demi-finale d'association (le deuxième affrontant le troisième) qui se déroulent par match aller-retour, avec match retour chez l'équipe la mieux classée. En cas d'égalité à l'issue des deux matchs, une prolongation de deux fois quinze minutes avec but en or a lieu (avec tirs au but si nécessaire).
Les finales de conférence se déroulent sur les terrains des équipes les mieux classées tandis que la finale MLS a lieu au Home Depot Center de Carson.
Ces deux tours se déroulent en un seul match, avec prolongations (but en or) et tirs au but pour départager si nécessaire les équipes.
Les finalistes se qualifient pour les quarts de finale de la Coupe des champions de la CONCACAF 2004.

### Tableau
|  | Demi-finales d'Association              | Demi-finales d'Association              | Demi-finales d'Association              | Demi-finales d'Association              |                                   |                                   | Finales d'Association               | Finales d'Association               | Finales d'Association               | Finales d'Association               |  |  | MLS Cup 2003                           | MLS Cup 2003                           | MLS Cup 2003                           | MLS Cup 2003                           |
|  |                                         |                                         |                                         |                                         |                                   |                                   |                                     |                                     |                                     |                                     |  |  |                                        |                                        |                                        |                                        |
|  | 1 et 9 novembre                         | 1 et 9 novembre                         | 1 et 9 novembre                         | 1 et 9 novembre                         |                                   |                                   | 14 novembre, Soldier Field, Chicago | 14 novembre, Soldier Field, Chicago | 14 novembre, Soldier Field, Chicago | 14 novembre, Soldier Field, Chicago |  |  | 23 novembre, Home Depot Center, Carson | 23 novembre, Home Depot Center, Carson | 23 novembre, Home Depot Center, Carson | 23 novembre, Home Depot Center, Carson |
|  | 1 et 9 novembre                         | 1 et 9 novembre                         | 1 et 9 novembre                         | 1 et 9 novembre                         |                                   |                                   | 14 novembre, Soldier Field, Chicago | 14 novembre, Soldier Field, Chicago | 14 novembre, Soldier Field, Chicago | 14 novembre, Soldier Field, Chicago |  |  | 23 novembre, Home Depot Center, Carson | 23 novembre, Home Depot Center, Carson | 23 novembre, Home Depot Center, Carson | 23 novembre, Home Depot Center, Carson |
|  | E1 Fire de Chicago                      | E1 Fire de Chicago                      | 2                                       | 2                                       |                                   |                                   | 14 novembre, Soldier Field, Chicago | 14 novembre, Soldier Field, Chicago | 14 novembre, Soldier Field, Chicago | 14 novembre, Soldier Field, Chicago |  |  | 23 novembre, Home Depot Center, Carson | 23 novembre, Home Depot Center, Carson | 23 novembre, Home Depot Center, Carson | 23 novembre, Home Depot Center, Carson |
|  | E1 Fire de Chicago                      | E1 Fire de Chicago                      | 2                                       | 2                                       |                                   |                                   | 14 novembre, Soldier Field, Chicago | 14 novembre, Soldier Field, Chicago | 14 novembre, Soldier Field, Chicago | 14 novembre, Soldier Field, Chicago |  |  | 23 novembre, Home Depot Center, Carson | 23 novembre, Home Depot Center, Carson | 23 novembre, Home Depot Center, Carson | 23 novembre, Home Depot Center, Carson |
|  | E4 D.C. United                          | E4 D.C. United                          | 0                                       | 0                                       |                                   |                                   | 14 novembre, Soldier Field, Chicago | 14 novembre, Soldier Field, Chicago | 14 novembre, Soldier Field, Chicago | 14 novembre, Soldier Field, Chicago |  |  | 23 novembre, Home Depot Center, Carson | 23 novembre, Home Depot Center, Carson | 23 novembre, Home Depot Center, Carson | 23 novembre, Home Depot Center, Carson |
|  | E4 D.C. United                          | E4 D.C. United                          | 0                                       | 0                                       | E1 Fire de Chicago b.e.o.         | E1 Fire de Chicago b.e.o.         | 1                                   | 1                                   |                                     |                                     |  |  | 23 novembre, Home Depot Center, Carson | 23 novembre, Home Depot Center, Carson | 23 novembre, Home Depot Center, Carson | 23 novembre, Home Depot Center, Carson |
|  | 1 et 9 novembre                         |                                         |                                         |                                         | E1 Fire de Chicago b.e.o.         | E1 Fire de Chicago b.e.o.         | 1                                   | 1                                   |                                     |                                     |  |  | 23 novembre, Home Depot Center, Carson | 23 novembre, Home Depot Center, Carson | 23 novembre, Home Depot Center, Carson | 23 novembre, Home Depot Center, Carson |
|  |                                         |                                         | E2 Revolution de la Nouvelle-Angleterre | E2 Revolution de la Nouvelle-Angleterre | 0                                 | 0                                 |                                     |                                     |                                     |                                     |  |  | 23 novembre, Home Depot Center, Carson | 23 novembre, Home Depot Center, Carson | 23 novembre, Home Depot Center, Carson | 23 novembre, Home Depot Center, Carson |
|  | E2 Revolution de la Nouvelle-Angleterre | E2 Revolution de la Nouvelle-Angleterre | E2 Revolution de la Nouvelle-Angleterre | E2 Revolution de la Nouvelle-Angleterre | 0                                 | 0                                 | 2                                   | 1                                   |                                     |                                     |  |  | 23 novembre, Home Depot Center, Carson | 23 novembre, Home Depot Center, Carson | 23 novembre, Home Depot Center, Carson | 23 novembre, Home Depot Center, Carson |
|  | E2 Revolution de la Nouvelle-Angleterre | E2 Revolution de la Nouvelle-Angleterre | 15 novembre, Spartan Stadium, San José  |                                         |                                   |                                   | 2                                   | 1                                   |                                     |                                     |  |  | 23 novembre, Home Depot Center, Carson | 23 novembre, Home Depot Center, Carson | 23 novembre, Home Depot Center, Carson | 23 novembre, Home Depot Center, Carson |
|  | E3 MetroStars                           | E3 MetroStars                           | 0                                       | 1                                       |                                   |                                   |                                     |                                     |                                     |                                     |  |  | 23 novembre, Home Depot Center, Carson | 23 novembre, Home Depot Center, Carson | 23 novembre, Home Depot Center, Carson | 23 novembre, Home Depot Center, Carson |
|  | E3 MetroStars                           | E3 MetroStars                           | 0                                       | 1                                       | E1 Fire de Chicago                | E1 Fire de Chicago                | 2                                   | 2                                   |                                     |                                     |  |  |                                        |                                        |                                        |                                        |
|  | 1 et 9 novembre                         |                                         |                                         |                                         | E1 Fire de Chicago                | E1 Fire de Chicago                | 2                                   | 2                                   |                                     |                                     |  |  |                                        |                                        |                                        |                                        |
|  |                                         |                                         | O1 Earthquakes de San José              | O1 Earthquakes de San José              | 4                                 | 4                                 |                                     |                                     |                                     |                                     |  |  |                                        |                                        |                                        |                                        |
|  | O1 Earthquakes de San José b.e.o.       | O1 Earthquakes de San José b.e.o.       | O1 Earthquakes de San José              | O1 Earthquakes de San José              | 4                                 | 4                                 | 0                                   | 5                                   |                                     |                                     |  |  |                                        |                                        |                                        |                                        |
|  | O1 Earthquakes de San José b.e.o.       | O1 Earthquakes de San José b.e.o.       |                                         |                                         |                                   |                                   |                                     |                                     |                                     |                                     |  |  |                                        |                                        |                                        |                                        |
|  | O4 Galaxy de Los Angeles                | O4 Galaxy de Los Angeles                | 2                                       | 2                                       |                                   |                                   |                                     |                                     |                                     |                                     |  |  |                                        |                                        |                                        |                                        |
|  | O4 Galaxy de Los Angeles                | O4 Galaxy de Los Angeles                | 2                                       | 2                                       | O1 Earthquakes de San José b.e.o. | O1 Earthquakes de San José b.e.o. | 3                                   | 3                                   |                                     |                                     |  |  |                                        |                                        |                                        |                                        |
|  | 4 et 8 novembre                         |                                         |                                         |                                         | O1 Earthquakes de San José b.e.o. | O1 Earthquakes de San José b.e.o. | 3                                   | 3                                   |                                     |                                     |  |  |                                        |                                        |                                        |                                        |
|  |                                         |                                         | O2 Wizards de Kansas City               | O2 Wizards de Kansas City               | 2                                 | 2                                 |                                     |                                     |                                     |                                     |  |  |                                        |                                        |                                        |                                        |
|  | O2 Wizards de Kansas City               | O2 Wizards de Kansas City               | O2 Wizards de Kansas City               | O2 Wizards de Kansas City               | 2                                 | 2                                 | 1                                   | 2                                   |                                     |                                     |  |  |                                        |                                        |                                        |                                        |
|  | O2 Wizards de Kansas City               | O2 Wizards de Kansas City               |                                         |                                         |                                   |                                   |                                     | 2                                   |                                     |                                     |  |  |                                        |                                        |                                        |                                        |
|  | O3 Rapids du Colorado                   | O3 Rapids du Colorado                   | 1                                       | 0                                       |                                   |                                   |                                     |                                     |                                     |                                     |  |  |                                        |                                        |                                        |                                        |
|  | O3 Rapids du Colorado                   | O3 Rapids du Colorado                   | 1                                       | 0                                       |                                   |                                   |                                     |                                     |                                     |                                     |  |  |                                        |                                        |                                        |                                        |
|  |                                         |                                         |                                         |                                         |                                   |                                   |                                     |                                     |                                     |                                     |  |  |                                        |                                        |                                        |                                        |

### Résultats

#### Demi-finales d'association

##### Est
| 1er novembre 2003 | D.C. United                                                  | 0 - 2 | Fire de Chicago                                                  | | |
|                   | · Stoitchkov 14e · Prideaux 28e · Namoff 38e · Kovalenko 74e |       | 4e Williams · 36e Marsch · 40e Beasley · 59e Perez · 90+4e Razov | Robert F. Kennedy Memorial Stadium, Washington Spectateurs : 15 202 Arbitrage : Ricardo Valenzuela | Robert F. Kennedy Memorial Stadium, Washington Spectateurs : 15 202 Arbitrage : Ricardo Valenzuela |
|                   | Rapport                                                      |       |                                                                  | Robert F. Kennedy Memorial Stadium, Washington Spectateurs : 15 202 Arbitrage : Ricardo Valenzuela | Robert F. Kennedy Memorial Stadium, Washington Spectateurs : 15 202 Arbitrage : Ricardo Valenzuela |

| 9 novembre 2003 | Fire de Chicago                                                               | 2 - 0 | D.C. United                                                      |                                                                    |                                                                    |
|                 | Ralph 17e · Razov 28e · Curtin 42e · Razov 55e · Williams 72e · Whitfield 77e |       | · 28e Quintanilla · 67e Petke · 79e Quintanilla · 82e Stoitchkov | Soldier Field, Chicago Spectateurs : 15 312 Arbitrage : Brian Hall | Soldier Field, Chicago Spectateurs : 15 312 Arbitrage : Brian Hall |
|                 | Rapport                                                                       |       |                                                                  | Soldier Field, Chicago Spectateurs : 15 312 Arbitrage : Brian Hall | Soldier Field, Chicago Spectateurs : 15 312 Arbitrage : Brian Hall |

Le Fire de Chicago l'emporte par un score cumulé de 4-0.
| 1er novembre 2003 | MetroStars                                               | 0 - 2 | Revolution de la Nouvelle-Angleterre                          |                                                                               |                                                                               |
|                   | · Mathis 7e · Guevara 41e · DiGiamarino 69e · Lisi 90+4e |       | 4e Leonard · 17e Fabbro · 38e Heaps · 65e Noonan · 75e Joseph | Giants Stadium, East Rutherford Spectateurs : 10 211 Arbitrage : Terry Vaughn | Giants Stadium, East Rutherford Spectateurs : 10 211 Arbitrage : Terry Vaughn |
|                   | Rapport                                                  |       |                                                               | Giants Stadium, East Rutherford Spectateurs : 10 211 Arbitrage : Terry Vaughn | Giants Stadium, East Rutherford Spectateurs : 10 211 Arbitrage : Terry Vaughn |

| 9 novembre 2003 | Revolution de la Nouvelle-Angleterre    | 1 - 1 | MetroStars                                       |                                                                          |                                                                          |
|                 | Noonan 21e · Llamosa 45+1e · Pierce 82e |       | · 45+1e (pen.) Guevara · 53e Guevara · 78e Clark | Gillette Stadium, Foxborough Spectateurs : 14 823 Arbitrage : Ali Saheli | Gillette Stadium, Foxborough Spectateurs : 14 823 Arbitrage : Ali Saheli |
|                 | Rapport                                 |       |                                                  | Gillette Stadium, Foxborough Spectateurs : 14 823 Arbitrage : Ali Saheli | Gillette Stadium, Foxborough Spectateurs : 14 823 Arbitrage : Ali Saheli |

Le Revolution de la Nouvelle-Angleterre l'emporte par un score cumulé de 3-1.

##### Ouest
| 1er novembre 2003 | Galaxy de Los Angeles                                  | 2 - 0 | Earthquakes de San José |                                                                       |                                                                       |
|                   | · Califf 32e · Myung-bo 55e · Victorine 59e · Ruiz 62e |       | 22e Mullan · 77e Waibel | Home Depot Center, Carson Spectateurs : 20 201 Arbitrage : Noel Kenny | Home Depot Center, Carson Spectateurs : 20 201 Arbitrage : Noel Kenny |
|                   | Rapport                                                |       |                         | Home Depot Center, Carson Spectateurs : 20 201 Arbitrage : Noel Kenny | Home Depot Center, Carson Spectateurs : 20 201 Arbitrage : Noel Kenny |

| 9 novembre 2003 | Earthquakes de San José                                                                     | 5 - 2 b.e.o. | Galaxy de Los Angeles                              |                                                |                                                |
|                 | · Agoos 21e · Mulrooney 27e · Donovan 35e · Walker 50e · Mullan 51e · Roner 90e · Faria 96e |              | 7e Ruiz · 13e Vagenas · 14e Marshall · 36e Hartman | Spartan Stadium, San José Spectateurs : 14 145 | Spartan Stadium, San José Spectateurs : 14 145 |
|                 | Rapport                                                                                     |              |                                                    | Spartan Stadium, San José Spectateurs : 14 145 | Spartan Stadium, San José Spectateurs : 14 145 |

Les Earthquakes de San José l'emportent par un score cumulé de 5-4.
| 4 novembre 2003 | Rapids du Colorado                         | 1 - 1 | Wizards de Kansas City             |                                                                  |                                                                  |
|                 | · Carrieri 12e · Fraser 48e · Borchers 53e |       | 3e Harris · 16e Klein · 90e Arnaud | INVESCO Field, Denver Spectateurs : 6 434 Arbitrage : Brian Hall | INVESCO Field, Denver Spectateurs : 6 434 Arbitrage : Brian Hall |
|                 | Rapport                                    |       |                                    | INVESCO Field, Denver Spectateurs : 6 434 Arbitrage : Brian Hall | INVESCO Field, Denver Spectateurs : 6 434 Arbitrage : Brian Hall |

| 8 novembre 2003 | Wizards de Kansas City                                    | 2 - 0 | Rapids du Colorado                           |                                                                                    |                                                                                    |
|                 | Meola 45+2e · Simutenkov 45+2e · Klein 63e · Zavagnin 70e |       | · 58e Roberts · 77e Borchers · 89e Beckerman | Arrowhead Stadium, Kansas City Spectateurs : 10 712 Arbitrage : Ricardo Valenzuela | Arrowhead Stadium, Kansas City Spectateurs : 10 712 Arbitrage : Ricardo Valenzuela |
|                 | Rapport                                                   |       |                                              | Arrowhead Stadium, Kansas City Spectateurs : 10 712 Arbitrage : Ricardo Valenzuela | Arrowhead Stadium, Kansas City Spectateurs : 10 712 Arbitrage : Ricardo Valenzuela |

Les Wizards de Kansas City l'emportent par un score cumulé de 3-1.

#### Finales d'association

##### Est
| 14 novembre 2003 | Fire de Chicago            | 1 - 0 b.e.o. | Revolution de la Nouvelle-Angleterre              |                                                                      |                                                                      |
|                  | · Beasley 65e · Armas 101e |              | 37e Llamosa · 54e Heaps · 87e Ralston · 95e Moore | Soldier Field, Chicago Spectateurs : 14 610 Arbitrage : Terry Vaughn | Soldier Field, Chicago Spectateurs : 14 610 Arbitrage : Terry Vaughn |
|                  | Rapport                    |              |                                                   | Soldier Field, Chicago Spectateurs : 14 610 Arbitrage : Terry Vaughn | Soldier Field, Chicago Spectateurs : 14 610 Arbitrage : Terry Vaughn |

##### Ouest
| 15 novembre 2003 | Earthquakes de San José                                          | 3 - 2 b.e.o. | Wizards de Kansas City                     |                                                                        |                                                                        |
|                  | · Lagos 61e · Dayak 73e · Mullan 83e · Faria 112e · Donovan 117e |              | 57e Simutenkov · 72e Klein · 100e Zavagnin | Spartan Stadium, San José Spectateurs : 16 108 Arbitrage : Kevin Stott | Spartan Stadium, San José Spectateurs : 16 108 Arbitrage : Kevin Stott |
|                  | Rapport                                                          |              |                                            | Spartan Stadium, San José Spectateurs : 16 108 Arbitrage : Kevin Stott | Spartan Stadium, San José Spectateurs : 16 108 Arbitrage : Kevin Stott |

#### MLS Cup 2003
| 23 novembre 2003 | Fire de Chicago                 | 2 - 4 | Earthquakes de San José                                                            | Home Depot Center, Carson                   |                                             |
|                  | · Beasley 49e · Roner 54e (csc) |       | 5e Ekelund · 15e Waibel · 38e Donovan · 50e Mulrooney · 54e Robinson · 71e Donovan | Spectateurs : 27 000 Arbitrage : Brian Hall | Spectateurs : 27 000 Arbitrage : Brian Hall |
|                  | Rapport                         |       |                                                                                    | Spectateurs : 27 000 Arbitrage : Brian Hall | Spectateurs : 27 000 Arbitrage : Brian Hall |

## Leaders statistiques (saison régulière)

### Classement des buteurs (MLS Scoring Champion)
Le classement des buteurs se calcule de la manière suivante : 2 points pour un but et 1 point pour une passe.
| Rang | Joueur          | Club                                 | Buts | Passes | Points |
| ---- | --------------- | ------------------------------------ | ---- | ------ | ------ |
| 1    | Preki           | Wizards de Kansas City               | 12   | 17     | 41     |
| 2    | Carlos Ruiz     | Galaxy de Los Angeles                | 15   | 5      | 35     |
| 3    | Taylor Twellman | Revolution de la Nouvelle-Angleterre | 15   | 4      | 34     |
| 3    | Ante Razov      | Fire de Chicago                      | 14   | 6      | 34     |
| 5    | John Spencer    | Rapids du Colorado                   | 14   | 5      | 33     |
| 6    | Landon Donovan  | Earthquakes de San José              | 12   | 6      | 30     |
| 7    | Mark Chung      | Rapids du Colorado                   | 11   | 6      | 28     |
| 7    | Damani Ralph    | Fire de Chicago                      | 11   | 6      | 28     |
| 9    | Brian McBride   | Crew de Columbus                     | 12   | 3      | 27     |
| 9    | Pat Noonan      | Revolution de la Nouvelle-Angleterre | 10   | 7      | 27     |

### Classement des passeurs
| Rang | Joueur         | Club                    | Passes |
| ---- | -------------- | ----------------------- | ------ |
| 1    | Preki          | Wizards de Kansas City  | 17     |
| 2    | Mark Lisi      | MetroStars              | 11     |
| 3    | Amado Guevara  | MetroStars              | 10     |
| 4    | Brian Mullan   | Earthquakes de San José | 9      |
| 5    | Chris Carrieri | Rapids du Colorado      | 8      |
| 5    | Cobi Jones     | Galaxy de Los Angeles   | 8      |

### Classement des gardiens
Il faut avoir joué au moins 1000 minutes pour être classé. Les statistiques sont faites seulement sur les matchs où les gardiens sont titulaires. 
| Rang | Gardien       | Club                                 | MJ | MIN  | BE | BE/M |
| ---- | ------------- | ------------------------------------ | -- | ---- | -- | ---- |
| 1    | Jonny Walker  | MetroStars                           | 14 | 1325 | 14 | 0.95 |
| 2    | Pat Onstad    | Earthquakes de San José              | 27 | 2510 | 29 | 1.04 |
| 3    | Nick Rimando  | D.C. United                          | 25 | 2318 | 29 | 1.13 |
| 4    | Kevin Hartman | Galaxy de Los Angeles                | 30 | 2796 | 35 | 1.13 |
| 5    | Zach Thornton | Fire de Chicago                      | 30 | 2728 | 37 | 1.22 |
| 6    | Tim Howard    | MetroStars                           | 13 | 1222 | 18 | 1.33 |
| 7    | Tony Meola    | Wizards de Kansas City               | 30 | 2789 | 44 | 1.42 |
| 8    | Adin Brown    | Revolution de la Nouvelle-Angleterre | 25 | 2347 | 37 | 1.42 |
| 9    | Jon Busch     | Crew de Columbus                     | 24 | 2194 | 35 | 1.44 |
| 10   | Scott Garlick | Rapids du Colorado                   | 26 | 2346 | 38 | 1.46 |

## Récompenses individuelles

### Récompenses annuelles
| Trophée                            | Joueur            | Club                                 |
| ---------------------------------- | ----------------- | ------------------------------------ |
| Meilleur joueur (saison régulière) | Preki             | Wizards de Kansas City               |
| Meilleur joueur (finale MLS)       | Landon Donovan    | Earthquakes de San José              |
| Meilleur buteur                    | Preki (41 points) | Wizards de Kansas City               |
| Meilleur défenseur                 | Carlos Bocanegra  | Fire de Chicago                      |
| Meilleur gardien                   | Pat Onstad        | Earthquakes de San José              |
| Meilleur recrue                    | Damani Ralph      | Fire de Chicago                      |
| Meilleur entraîneur                | Dave Sarachan     | Fire de Chicago                      |
| Meilleur come-back                 | Chris Armas       | Fire de Chicago                      |
| Meilleur arbitre                   | Brian Hall        |                                      |
| Meilleur but                       | Damani Ralph      | Fire de Chicago                      |
| Action de l'année                  | Carlos Ruiz       | Galaxy de Los Angeles                |
| Trophée du fair-play (joueur)      | Brian McBride     | Crew de Columbus                     |
| Trophée du fair-play (équipe)      |                   | Revolution de la Nouvelle-Angleterre |
| Action humanitaire de l'année      | Ben Olsen         | D.C. United                          |

### Joueur du mois
| Mois      | Joueur         | Club                                 |
| --------- | -------------- | ------------------------------------ |
| Avril     | Landon Donovan | Earthquakes de San José              |
| Mai       | Preki          | Wizards de Kansas City               |
| Juin      | Ante Razov     | Fire de Chicago                      |
| Juillet   | Mark Chung     | Rapids du Colorado                   |
| Août      | Carlos Ruiz    | Galaxy de Los Angeles                |
| Septembre | Landon Donovan | Earthquakes de San José              |
| Octobre   | Pat Noonan     | Revolution de la Nouvelle-Angleterre |

### Joueur de la semaine
Il n'y a pas de joueur désigné en semaine 18 pour cause du Match des étoiles de la MLS.
| Mois       | Joueur                      | Club                                 |
| ---------- | --------------------------- | ------------------------------------ |
| Semaine 1  | Edson Buddle                | Crew de Columbus                     |
| Semaine 2  | Chris Klein                 | Wizards de Kansas City               |
| Semaine 3  | Brian McBride               | Crew de Columbus                     |
| Semaine 4  | Orlando Perez               | Fire de Chicago                      |
| Semaine 5  | Craig Ziadie                | MetroStars                           |
| Semaine 6  | Pat Onstad                  | Earthquakes de San José              |
| Semaine 7  | Taylor Twellman             | Revolution de la Nouvelle-Angleterre |
| Semaine 8  | Brian Kamler                | Revolution de la Nouvelle-Angleterre |
| Semaine 9  | Preki                       | Wizards de Kansas City               |
| Semaine 10 | Carlos Ruiz                 | Galaxy de Los Angeles                |
| Semaine 11 | Nick Rimando                | D.C. United                          |
| Semaine 12 | Preki                       | Wizards de Kansas City               |
| Semaine 13 | Chris Albright              | Galaxy de Los Angeles                |
| Semaine 14 | Mark Chung                  | Rapids du Colorado                   |
| Semaine 15 | Igor Simutenkov             | Wizards de Kansas City               |
| Semaine 16 | Damani Ralph                | Fire de Chicago                      |
| Semaine 17 | Eliseo Quintanilla          | D.C. United                          |
| Semaine 19 | Carlos Ruiz                 | Galaxy de Los Angeles                |
| Semaine 20 | Jonny Walker                | MetroStars                           |
| Semaine 21 | Carlos Ruiz                 | Galaxy de Los Angeles                |
| Semaine 22 | Chris Brown                 | Revolution de la Nouvelle-Angleterre |
| Semaine 23 | Clint Mathis                | MetroStars                           |
| Semaine 24 | Pat Noonan                  | Revolution de la Nouvelle-Angleterre |
| Semaine 25 | Landon Donovan              | Earthquakes de San José              |
| Semaine 26 | Dwayne De Rosario           | Earthquakes de San José              |
| Semaine 27 | Chris Klein                 | Wizards de Kansas City               |
| Semaine 28 | Delvin Christopher Countess | Burn de Dallas                       |
| Semaine 29 | Chris Armas                 | Fire de Chicago                      |
| Semaine 30 | Pat Noonan                  | Revolution de la Nouvelle-Angleterre |

## Bilan
| Major League Soccer 2003                                  |                                      |
| Champion                                                  | Earthquakes de San José (2e titre)   |
| Séries éliminatoires                                      | Fire de Chicago                      |
| Séries éliminatoires                                      | Earthquakes de San José              |
| Séries éliminatoires                                      | Revolution de la Nouvelle-Angleterre |
| Séries éliminatoires                                      | MetroStars                           |
| Séries éliminatoires                                      | Wizards de Kansas City               |
| Séries éliminatoires                                      | Rapids du Colorado                   |
| Séries éliminatoires                                      | D.C. United                          |
| Séries éliminatoires                                      | Galaxy de Los Angeles                |
| Coupes et trophées                                        |                                      |
| Vainqueur de la Coupe des États-Unis 2003                 | Fire de Chicago                      |
| Qualifications continentales                              |                                      |
| Coupe des champions de la CONCACAF 2004 (quart de finale) | Earthquakes de San José              |
| Coupe des champions de la CONCACAF 2004 (quart de finale) | Fire de Chicago                      |